# Julia Conesa Conesa
Julia Conesa Conesa (Oviedo, 25 de maig de 1919 - Madrid, 5 d'agost de 1939) va ser una modista, activista política durant la Guerra Civil espanyola. Va formar part del grup de les 13 dones afusellades en el cementiri de l'Almudena i que, per això, van passar a la història d'Espanya com les Tretze Roses.

## Biografia
Julia Conesa Conesa, era natural d'Oviedo. Va morir als 20 anys en el cementiri de Madrid, víctima de la repressió franquista, després de la Guerra Civil espanyola. Julia Conesa va pertànyer a les Tretze Roses. Conesa es dedicava a la costura. Estava afiliada a les Joventuts Socialistes Unificades (JSU). Una organització que va ser fundada el 1936 com a resultat de la unió entre Unió de Joventuts Comunistes i la Federació de Joventuts Socialistes. La seva afiliació a aquesta associació li va permetre col·laborar com a monitora en les activitats esportives que les joventuts organitzaven. No obstant això, va haver de deixar la seva activitat de monitora, per començar a treballar com a cobradora de tramvies, a causa de la situació econòmica que vivia la seva família. Vivia a casa dels seus pares amb la seva mare i la seva germana.

## La detenció
Va ser al maig de 1939 quan es va produir la seva detenció. Conesa va ser denunciada per un amic del seu xicot i detinguda mentre cosia a la seva casa. El motiu no va ser més que la por que sentia el règim franquista per la reorganització de les Joventuts Socialistes Unificades, ja que aquesta organització continuava lluitant en la clandestinitat per la defensa de la Segona República Espanyola.
Entre altres detinguts es trobaven Julia i les seves 12 companyes, les que passarien a la història com les Tretze Roses. El succés que va tenir com a conseqüència l'arrest de Julia Conesa i les altres 12 joves va ser l'assassinat del comandant de la Guàrdia Civil Isaac Gabaldón, així com la seva filla i el seu xofer, el 27 de juliol de 1939. Aquest assassinat va ser atribuït precisament a les Joventuts Socialistes Unificades, organització de la qual Conesa formava part.
Després de la seva detenció, van ser recloses a la presó de dones de Ventas, a Madrid. Els testimonis d'aquells que van viure aquests moments durs també revelen aspectes del caràcter d'aquesta dona jove:
| « | Se las llevaron en plena noche y cuando bajaban las escaleras Julia comenzó a cantar el himno de la "joven guardia", todas las demás la siguieron y sus voces se fueron perdiendo poco a poco, minutos después y sobre la sangre de los muchachos, fueron asesinadas. | » |

Durant l'estada de reclusió, Julia Conesa, igual que la resta de detingudes, només tenien contacte amb l'exterior a través de les visites dels familiars i la correspondència que hi havia entre les dues parts, detingudes i família. Gràcies a aquestes cartes, la jove Conesa va ser protagonista d'una de les frases que més ha transcendit a la història sobre aquest fet. L'última carta que se li atribueix a la víctima acaba amb una frase trencadora:
| « | Madre, hermanos, con todo el cariño y entusiasmo os pido que no me lloréis nadie. Salgo sin llorar. Me matan inocente, pero muero como debe morir una inocente. Madre, madrecita, me voy a reunir con mi hermana y papá al otro mundo, pero ten presente que muero por persona honrada. Adiós, madre querida, adiós para siempre. Tu hija, que ya jamás te podrá besar ni abrazar. Que mi nombre no se borre en la historia. | » |

Finalment va ser afusellada, igual que les seves companyes, la matinada del 5 d'agost del 1939 en la tàpia est del cementiri de l'Almudena.